# José Vilaplana Blasco
José Vilaplana Blasco (Benimarfull, comarca del Comtat, 1944) és un bisbe valencià.
Va nàixer a Benimarfull, poble de l'arxidiòcesi de València. Va cursar els estudis eclesiàstics al Seminari Metropolità de València i va ser ordenat sacerdot el 1972. El 1980-1981 va fer estudis de teologia espiritual a la Pontifícia Universitat Gregoriana de Roma.
Va començar a exercir el ministeri com a coadjutor en les parròquies de Crist Rei i de Santa Maria Magdalena de Beniopa a Gandia (1972-1974). Posteriorment va ser nomenat rector del Seminari Menor Diocesà de València a Xàtiva, càrrec que va exercir fins a 1980.
Durant tres anys la seua tasca pastoral se centrà en les parròquies de Penàguila, Benifallim i Alcoleja, a l'Alcoià, i el 1984 va regir la parròquia de Sant Mauro i Sant Francesc en Alcoi. Tot alhora, acomplia la funció de vicari episcopal.
El 1984 va ser nomenat bisbe auxiliar de València i com a tal va realitzar nombroses visites pastorals arreu de la diòcesi
L'agost de 1991 va ser traslladat a la diòcesi de Santander i el juliol de 2006 va ser nomenat bisbe de la Diòcesi de Huelva. El 15 de juny de 2020, el papa Francesc va acceptar la seua renúncia por edat, nomenant com per a substituir-lo en la diòcesi de Huelva a Santiago Gómez Sierra,
Va ser president de la Comissió del Clergat de la Conferència Episcopal Espanyola durant el trienni 2008-2011.